# Буленберг
Буленберг (нем. Buhlenberg) — община в Германии, районный центр, расположен в земле Рейнланд-Пфальц. 
Входит в состав района Биркенфельд. Подчиняется управлению Фербандсгемайнде Биркенфельд.  Население составляет 499 человек (на 31 декабря 2010 года). Занимает площадь 8,44 км².